# Malý Horeš
Malý Horeš (węg. Kisgéres) – wieś (obec) na Słowacji położona w kraju koszyckim, w powiecie Trebišov. Pierwsze wzmianki o miejscowości pochodzą z 1214 roku. 
Według danych z dnia 31 grudnia 2012 roku, wieś zamieszkiwało 1110 osób, w tym 565 kobiet i 545 mężczyzn.
W 2001 roku rozkład populacji względem narodowości i przynależności etnicznej wyglądał następująco:
- Słowacy – 4,26%
- Rusini – 0,09%
- Węgrzy – 95,56%

Ze względu na wyznawaną religię struktura mieszkańców kształtowała się w 2001 roku następująco:
- Katolicy rzymscy – 5,57%
- Grekokatolicy – 2,44%
- Ewangelicy – 0,09%
- Ateiści – 2,44%
- Nie podano – 0,26%